# Euryale (plant)
Euryale is een geslacht van waterplanten uit de waterleliefamilie (Nymphaeaceae). Het geslacht telt slechts een soort die voorkomt in de (sub-)tropische gebieden van Azië. 

## Soorten
- Euryale ferox Salisb.

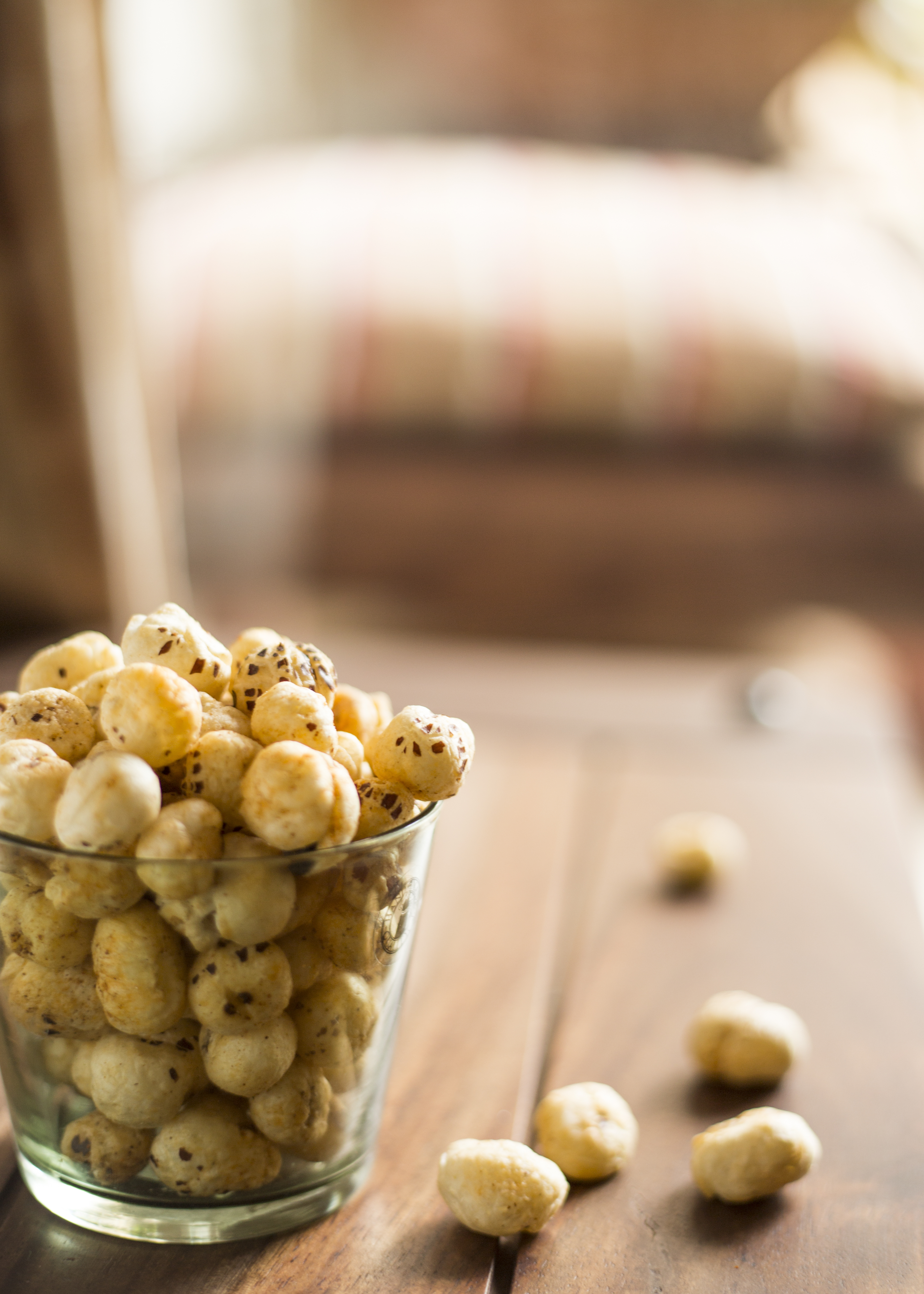
De geroosterde zaden lijken op popcorn.

... · 
Barclaya · 
Euryale · 
Nuphar · 
Nymphaea · 
Victoria · 
...